# Fugloy
Fugloy (en danés: Fuglø) es la isla más oriental del archipiélago de las islas Feroe (Dinamarca), situado en el mar de Noruega. Su nombre significa isla de los pájaros, ya que se trata de un paraíso ornitológico por las múltiples aves que anidan en los acantilados de la zona.
Fugloy constituye uno de los 30 municipios de las Islas Feroe, y cuenta con solo 39 habitantes en 2011. Hay dos localidades, Kirkja —la sede administrativa— y Hattarvík.

## Historia y leyendas

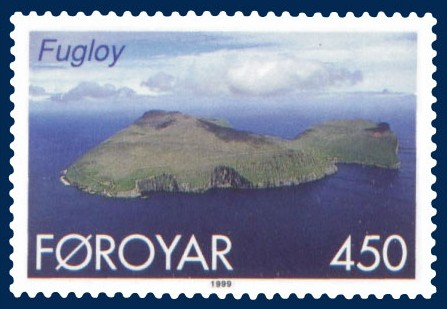
Sello postal feroés con una imagen aérea de Fugloy.

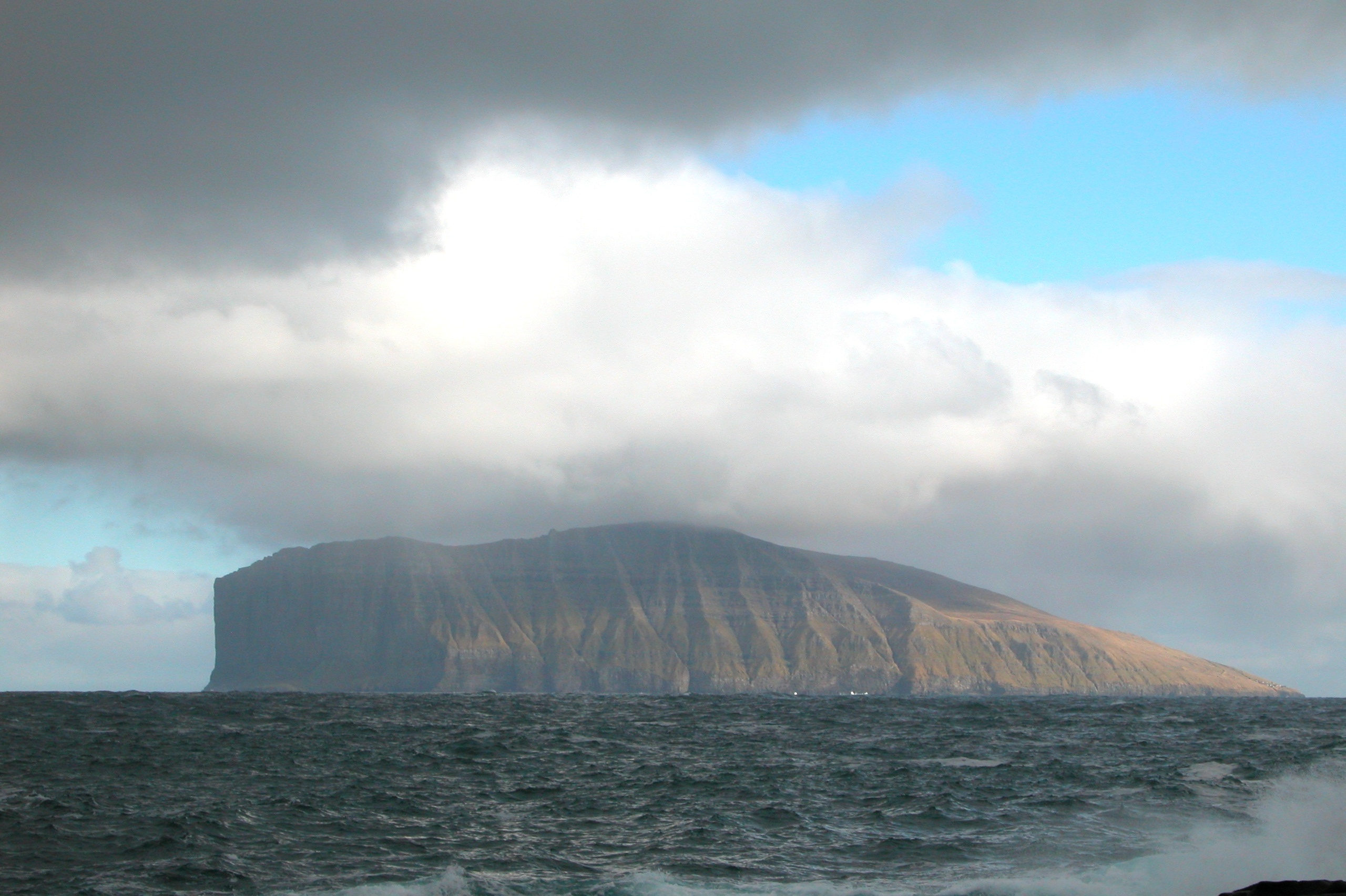
Fugloy vista desde el pueblo de Viðareiði.

La isla fue colonizada por los vikingos desde el siglo X, y a lo largo de los años su población ha variado continuamente.
Según una leyenda, Fugloy era una isla flotante (al igual que la mitológica Delos), y poblada por numerosos troles. Varios hombres intentaron en vano amarrar la isla y anclarla al fondo del mar, porque cuando se acercaban, los troles les arrojaban rocas. Para colonizar la isla, los feroeses reunieron a todos los sacerdotes del país. Estos remaron hasta Fugloy, y una vez en su costa, uno de los sacerdotes lanzó una Biblia hacia el suelo, mientras los demás desembarcaban. La isla dejó de flotar y los troles, derrotados, se convirtieron en montones de pasto.
En el siglo XV, la isla también fue conocida por los denominados flokksmenn, un grupo de bandidos originarios de Hattarvík. Los miembros más importantes de estos bandidos eran Høgni Nev, Rógvi Skel y Hálvdan Úlvsson. Junto a Sjúrður við Kellingará, del poblado de Kirkja, tiranizaron y controlaron la región norte de las islas. Este grupo pasó a formar parte de unos de los mitos del movimiento independentista feroés, especialmente cuando los cuatro fueron ejecutados por sus crímenes contra la corona danesa.
La primera oficina de correos en la isla se estableció a principios del siglo XX en el pueblo de Hattarvík. Hasta entonces, el correo destinado a la isla se empacaba en Klaksvík y se enviaba a la oficina de correos de Hvannasund, donde los habitantes de Fugloy lo recogían personalmente. La distribución del correo siguió siendo un problema para los habitantes de Kirkja hasta que tuvieron su propia oficina postal en 1918.
La isla fue testigo del hundimiento del barco de vapor británico S.S. Sauternes el 7 de diciembre de 1941, a causa de un error de comunicación. En medio de una tormenta, el barco se comunicó a Tórshavn indicando su posición en Fugløyarfjørdur. Las autoridades confundieron el nombre con Fuglafjørður, un puerto bien protegido, y ordenaron anclar. Durante la noche el barco se soltó y fue hundido por las olas frente a la costa de Fugloy, resultando en la muerte de 25 tripulantes.
Desde la década de 1950, Fugloy ha experimentado un creciente descenso de su población, ya que no cuenta con facilidades suficientes para llevar una vida moderna y se encuentra aislada de los principales centros urbanos feroeses. El Løgting (parlamento feroés) ha tomado iniciativas para evitar el despoblamiento de la isla: en la década de 1960 se construyó una planta de generación de electricidad, y veinte años más tarde se terminó la carretera entre las dos poblaciones insulares e inició el servicio de helicópteros que conectan a la isla con el exterior. Pese a todo, el despoblamiento ha continuado, y con ello la economía ha caído. En diciembre de 2001, Fugloy participó en la creación de la organización Útoyggjafelagið, que busca el desarrollo de las islas llamadas Útoyggjar. Entre las iniciativas se encuentra la construcción de un edificio de usos múltiples en Kirkja, que incluirá un centro comunitario con casa de ancianos, jardín, piscina y casa de huéspedes para turistas y trabajadores temporales.

## Demografía

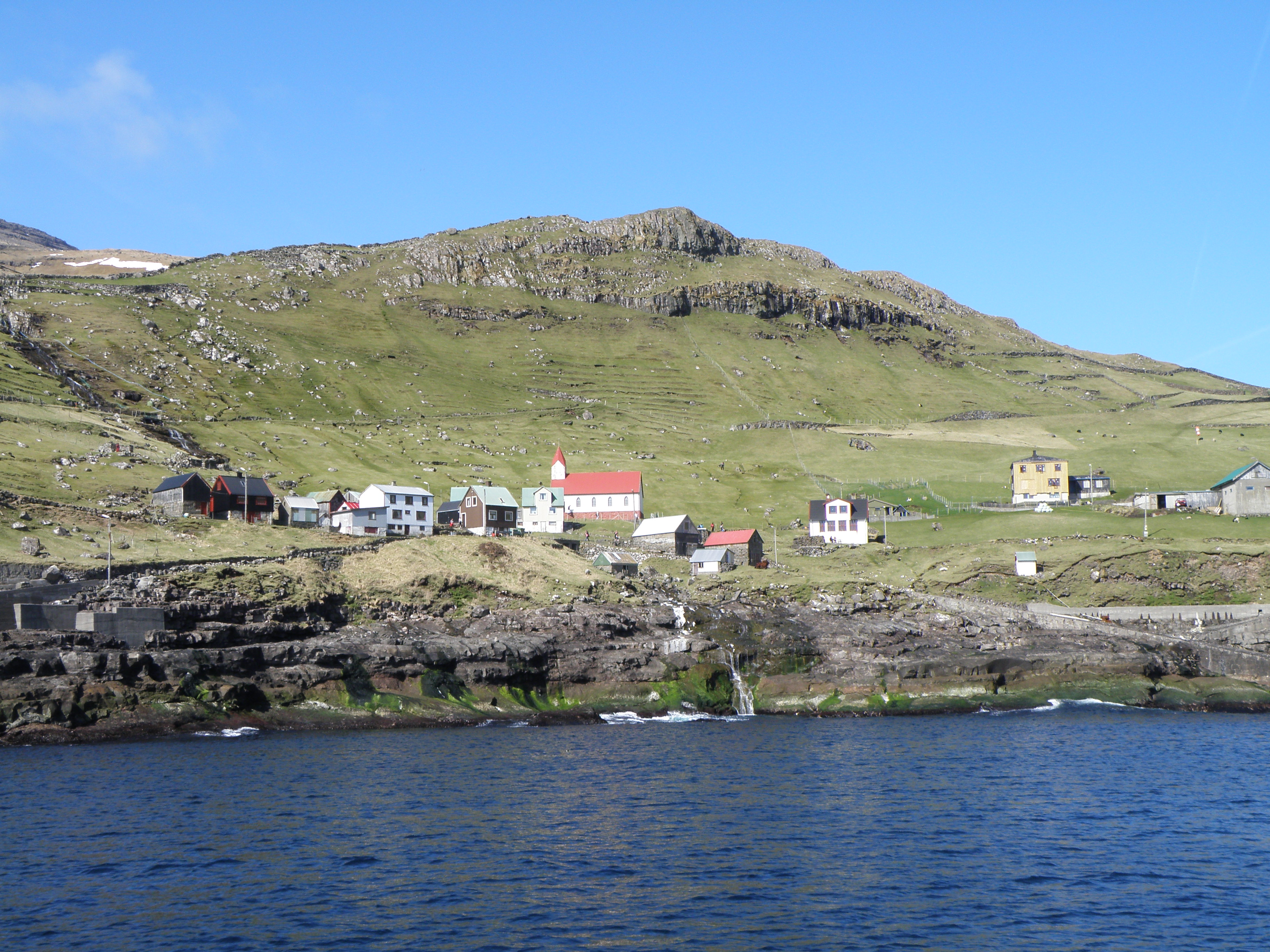
Hattarvík.

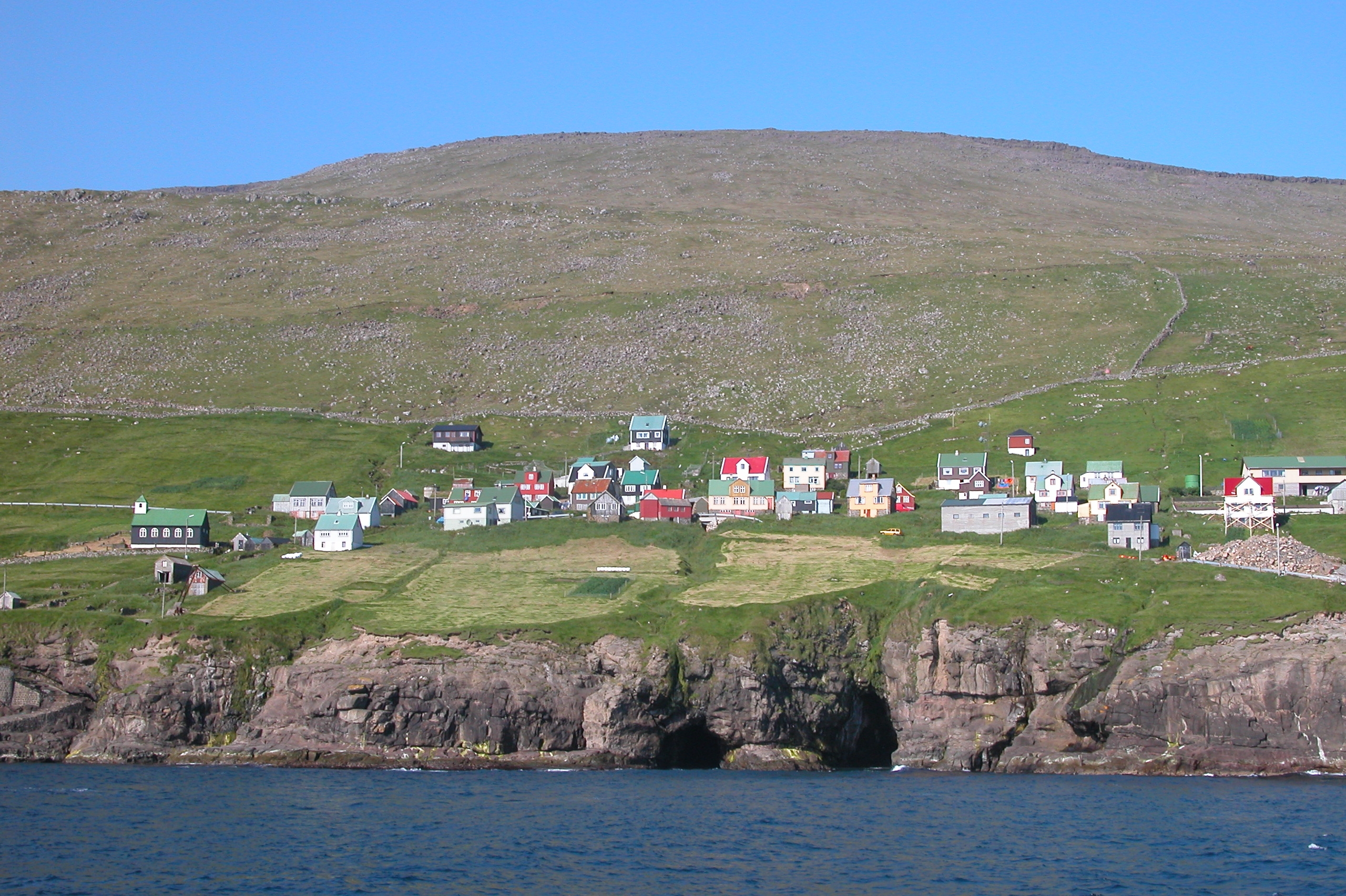
Kirkja.

Debido a su remota ubicación y limitado tamaño, Fugloy ha sido históricamente una isla poco poblada. El primer censo de 1737 registró 19 familias con 19 niños, lo que indica un aproximado de 60-70 habitantes. A principios del siglo XX se alcanzó el máximo histórico, cuando vivían en la isla entre 250 y 300 personas. En 1960 la población era de 140; para 1966 de 113; en 1970 99 personas, y en 1977 había descendido a 84. La crisis financiera de las Islas Feroe de 1989-1995 afectó duramente a Fugloy, especialmente al pueblo de Hattarvík.
Para 2011, la población es de 39 habitantes.
| Localidad | Hab.(2011) |
| --------- | ---------- |
| Hattarvík | 17         |
| Kirkja    | 22         |
| TOTAL     | 39         |

## Infraestructura
Fugloy es visitada diariamente por un pequeño transbordador que transporta pasajeros y correo. El transbordador sale de Hvannasund, hace escala en Svínoy, y generalmente visita los dos pequeños embarcaderos de Fugloy. También es posible comunicarse desde cualquiera de los dos pueblos hacia el exterior vía un servicio de helicóptero tres veces a la semana. Hattarvík y Kirkja están enlazados entre sí por una carretera de 4 km.
Ambos pueblos cuentan con escuela primaria e iglesia. 

## Política
Hasta 2001 el municipio de Fugloy era gobernado por un concejo de cinco personas, pero debido a la escasa población desde entonces solamente hay tres concejales, que se eligen para un período de cuatro años. La última elección se realizó en 2008 y el nuevo gobierno entró en funciones el 1 de enero de 2009. El alcalde es Zacharias Zachariasen.
Fugloy constituye un municipio independiente desde 1932, cuando el municipio de Fugloy y Svínoy se dividió en dos.